# Antički teatar iz Ohrida
Antički teatar iz Ohrida je drevni grčki teatar iz helenističkog razdoblja, koji se nalazi u Ohridu, Sjeverna Makedonija. 
To je jedino helenističko kazalište u Sjevernoj Makedoniji (ostala tri u Scupiu, Stobiu i Heraclei Lyncestis su iz rimskog doba). Ostalo je nejasno koliki je bio kapacitet tog kazališta (broj sjedala), jer danas sačuvan samo donji dio kazališta. 

## Povijest
Kazalište je izgrađeno oko 200. pr. Kr. Ovo kazalište na otvorenom ima savršen položaj, između dva brežuljka koja ga okružuju i drže zaštićenim od vjetrova, koji bi mogli ometati akustiku tijekom predstave.
S njega se pruža prekrasan pogled na Ohridsko jezero i Planinu Galičicu. Nakon rimskog osvajanja grada, kazalište je pretvoreno u arenu za borbe gladijatora. Daljnja sudbina nije nam poznata, vjerojatno je napušteno nakon zabrane gladijatorskih igara za cara Konstantina Velikog 325. godine. 
Prve pretpostavke o postojanju antičkog kazališta iznio je ruski povjesničar umjetnosti Kondakov 1900. godine. On je te smjele teze iznio na osnovu bogate kiparske dekoracije koja je bila pronađena na mnogim lokacijama po gradu (dijelovi sjedala, arhitravi). Još kada je vidio dva reljefa Dioniza i muza, u inventaru ohridske crkve sv. Bogorodice Bolničke, a koji su uvijek išli uz kazališne predstave, bio je potpuno uvjeren da su bili dijelovi antičkog kazališta.
Ali kazalište je zapravo otkriveno gotovo slučajno, 1935. godine od strane arheologa Nikole Vulića u središnjem dijelu Ohrida – Varoš.
Daljnja arheološka istraživanja i iskapanja tijekom 1959. – 1960. pod vodstvom ohridskog arheologa Vasila Lahtova, iznijela su na svijetlo dana dijelove helenističkog kazališta.  No antički teatar, ispod Samuilove tvrđave i blizu Gornje porte ohridskog Starog grada, konačno je „izronio na svijelo dana” za vrijeme arheoloških iskapanja 1999. – 2001. godine. 
Jedno od značajnijih novijih otkrića u ovom kazalištu su imena posjetioca, urezana u sjedišta – vjerojatno onih gostiju koji su imali pretplatu za predstave u teatru. 
- Danas ovo kazalište služi za razne namjene, ali najviše za predstave Ohridskog ljeta, tradicionalne međunarodne kulturne manifestacije.

## Vanjske poveznice
- Antique theatre in Ohrid (engl.)